# ギヨーム・ビュザック
ギヨーム・ビュザック（フランス語：Guillaume Busac, 1020年 - 1076年）は、ウー伯ギヨーム1世とレセリーヌ・ダルクールの息子で、ウー伯および結婚によりソワソン伯。中世の年代記作者ロベール・ド・トリニーにより「ビュザック」というあだ名を与えられた。

## 生涯
ギヨームはフランス王アンリ1世に懇願し、アンリ1世はギヨームとソワソン伯領の女性相続人アデライードを結婚させた。アデライードはソワソン伯にして王室執事長を務めたルノー1世の娘であった。その後、ギヨームは妻の権利によりソワソン伯となった。ギヨームとアデライードの間には以下の子女が生まれた。
- ルノー2世（1099年没）[3] - ソワソン伯
- ジャン1世（1115年以降没）[4] - ソワソン伯、アヴェリーヌ・ド・ピエールフォンと結婚[5]
- マナセ（1108年3月1日没） - カンブレー司教、ソワソン司教[6]
- リトリュイーズ（1084/94年 - 1118年） - ミロン1世・ド・モンレリと結婚
- レイントルード - ラウル1世・ド・ネールと結婚、息子イヴ2世は後にソワソン伯となる。

ギヨームの死後、息子ルノー2世がソワソン伯位を継承し、その後次男のジャン1世が伯位を継承した。